# Madracis senaria
Espèce
Statut de conservation UICN

 LC  : Préoccupation mineure
Statut CITES
Madracis senaria est une espèce de coraux appartenant à la famille des Astrocoeniidae ou la famille Pocilloporidae.